# Arūnas Bėkšta
Arūnas Bėkšta (* 11. Mai 1955 in Palanga) ist ein litauischer Restaurator und ehemaliger Politiker, Kultusminister und Vizeminister.

## Leben
Nach dem Abitur von 1962 bis 1973 an der 9. Mittelschule Šiauliai absolvierte  Bėkšta 1978 das Diplomstudium der Physik an der Vilniaus universitetas. 1995 war er Berater des Kultusministers, von 1992 bis 1994 Direktor des Kulturerbedepartaments am Kulturministerium der Republik Litauen, 1997 Vizeminister für Kultur, von 1999 bis 2000 Minister. Er arbeitet als freier Mitarbeiter bei der Restaurierung.